# Аринзе, Фрэнсис
Фрэнсис Аринзе (англ. Francis Arinze; род. 1 ноября 1932, Эзиовелле, шт. Анамбра, Нигерия) — нигерийский куриальный кардинал. Титулярный епископ Фиссианы и коадъютор Оничи с 6 июля 1965 по 26 июня 1967. Архиепископ Оничи с 26 июня 1967 по 9 марта 1985. Председатель Папского Совета по межрелигиозному диалогу с 27 мая 1985 по 1 октября 2002. Префект Конгрегации богослужения и дисциплины таинств с 1 октября 2002 по 9 декабря 2008. Кардинал-дьякон с титулярной диаконией Сан-Джованни-делла-Пинья с 25 мая 1985 по 29 января 1996. Кардинал-священник pro hac vice с титулом церкви Сан-Джованни-делла-Пинья с 29 января 1996 по 25 апреля 2005. Кардинал-епископ субурбикарной епархии Веллетри-Сеньи с 25 апреля 2005.
Аринзе был одним из ближайших советников покойного папы римского Иоанна Павла II и рассматривался во время Конклава 2005 года в качестве папабиля — одного из основных претендентов на вакантный папский престол.
Свободно говорит на английском, итальянском и испанском языках.

## Начало карьеры
Третий ребёнок из семи детей в семье, придерживавшейся местных языческих верований. Будущий кардинал Аринзе был крещён только в возрасте 9 лет 1 ноября 1941 года отцом Киприаном Майклом Танси, который в 1998 году был причислен к лику блаженных Католической церкви.
В возрасте 15 лет поступил в семинарию Всех Святых в нигерийском городке Нуэви, которую закончил спустя 3 года в 1950 году, после чего остался в ней преподавателем. В 1953 году поступил в семинарию другого нигерийского города Энугу, где изучал философию, а в 1955 году уехал в Рим, где в Папском Урбанианском университете изучал теологию. Там же, в Риме, 23 ноября 1958 года в университетской часовне Аринзе был посвящён в священники кардиналом Григорием-Петром Агаджаняном, про-префектом Священной Конгрегации Пропаганды Веры.
После окончания обучения в университете в 1961 году вернулся на родину, где на протяжении следующих двух лет преподавал литургику, логику и основы философии в семинарии г. Энугу, которую в своё время закончил сам. В 1962 году был назначен региональным секретарём по вопросам католического образования в Западной Нигерии, а в 1963 году уехал в Лондон, где до 1964 года учился в Институте Педагогики.

## Самый молодой в мире епископ
6 июля 1965 года в возрасте 32 лет стал самым молодым в мире епископом, будучи назначен коадъютором архиепископа Оничи и титулярным епископом Фиссианы. Рукоположён в сан 29 августа 1965 года архиепископом Оничи Чарльзом Хири. В 1965 году участвовал в работе Второго Ватиканского собора. 26 июня 1967 года был назначен на архиепископскую кафедру в Ониче.
В 1979 году продвижение Аринзе по служебной лестнице продолжилось: он был избран председателем Епископской конференции Нигерии и занимал этот пост до 1984 года. В 1982 году также стал вице-президентом от Африки Объединённого Библейского общества.

## На работе в Ватикане
8 апреля 1984 года Папа Иоанн Павел II решает перевести африканского архиепископа на работу в Ватикан и назначает его и. о. председателя Секретариата по делам не-христиан. Архиепископскую кафедру Аринзе оставляет 9 марта 1985 года, и с этого времени вся его дальнейшая карьера связана с Римской курией.
25 мая 1985 года всего в возрасте 52 лет Фрэнсис Аринзе возводится в сан кардинала-дьякона с титулярной диаконией Сан-Джованни-делла-Пинья, а спустя два дня 27 мая назначается уже председателем Папского Совета по межрелигиозному диалогу — структуры-наследницы Секретариата по делам не-христиан. Кардинал Аринзе курирует отношения Римско-католической церкви с другими религиями на протяжении более чем 17 лет, до 1 октября 2002 года, когда Иоанн Павел II переводит его на другой важный пост в курии, назначая префектом Конгрегации богослужения и дисциплины таинств.
29 января 1996 года Аринзе становится кардиналом-священником с сохранением титула церкви Сан-Джованни-делла-Пинья.

## Кардинал-епископ
Участвовал в Конклаве 2005 года, выбиравшем преемника Иоанна Павла II, где был одним из главных претендентов на папский престол. Новый папа Бенедикт XVI 21 апреля 2005 года подтверждает назначение Аринзе префектом Конгрегации богослужения и дисциплины таинств и в дополнение 25 апреля того же года возводит его в сан кардинала-епископа, высший у кардиналов, с назначением на субурбикарную епархию Веллетри-Сеньи, которую ранее возглавлял сам Бенедикт XVI, будучи ещё кардиналом Ратцингером.
Ещё с тех пор, как он работал в Совете по межрелигиозному диалогу, кардинал Аринзе — один из самых видных ватиканских кардиналов. 8 мая 1994 года он председательствовал на специальной ассамблее Синода епископов по делам Африки, проходившей в соборе Св. Петра. А 24 октября 1999 года Аринзе получил золотую медаль от Международного Совета христиан и евреев за свой выдающийся вклад в межрелигиозные отношения. Кардинал Аринзе много путешествует, став в частности чрезвычайно популярной фигурой среди католиков США. Он также входил в число членов Комитета по празднованию юбилейного 2000 года, тесно сотрудничая со множеством епископов и священников по всему миру в подготовке к празднованию Церковью этой даты.
В настоящее время Фрэнсис Аринзе — один из самых влиятельных кардиналов в Ватикане, примыкает к той группе кардиналов, которые поддерживали предыдущего понтифика. Известен своими консервативными взглядами по многим моральным вопросам.
9 декабря 2008 года папа римский Бенедикт XVI принял отставку кардинала Аринзе с поста префекта Конгрегации Богослужения и Дисциплины Таинств, в связи с достижением предельного возраста.
По некоторым данным, кардинал Аринзе возвратится обратно в Нигерию.
1 ноября 2012 года кардиналу Аринзе исполнилось восемьдесят лет и он потерял право на участие в Конклаве.

## Цитаты
- «В многих частях мира, семья находится в осаде. Ей противопоставлен менталитет антижизни, как замечено в контрацепции, аборте, детоубийстве и эвтаназии. Она презирается и опошляется порнографией, осквернена внебрачными связями и прелюбодеянием, высмеивается гомосексуализмом, саботируется нерегулярными союзами и сокращена в два раза разводом»[4].

- "О нападении на «интеллектуальных либералов»: «Если ребёнок отказывается принимать своего отца или мать, то ребёнок — не либерал, то ребёнок — плохо воспитанный ребёнок. А на сколько ещё Бог важнее нам, чем родитель ребёнку?»

- О современной музыке в литургии: «Я теперь никогда не буду повествовать и не буду говорить под гитару; это было бы довольно серьёзно», кардинал Аринзе добавил: «Но многое из гитарной музыки не может быть вообще подходящим для мессы. Все же, возможно думать о некоторой гитарной музыке, которая была бы подходящей, не как обычной, мы получаем каждый раз, [но с] посещением специальной группы, и т. д.».

- «Второй Ватиканский собор принес много хороших вещей, но не все было положительно, и синод признал, что были пятна».

## Публикации
- The Family Catechism on Tape, Apostolate for Family Consecration
- Divine Providence: God’s Design in Your Life (2005)
- Building Bridges: Interreligious Dialogue on the Path to World Peace (2004)
- Cardinal Reflections: Active Participation and the Liturgy (2005)
- The Holy Eucharist (Our Sunday Visitor, 2001) ISBN 0-87973-978-9
- The Church in Dialogue: Walking With Other Believers (1990)
- Meeting Other Believers: The Risks and Rewards of Interreligious Dialogue (1998)
- Celebrating the Holy Eucharist (2006)
- Religions for Peace (Darton, Longman & Todd, 2002)
- God’s Invisible Hand: The Life and Work of Francis Cardinal Arinze Архивная копия от 28 сентября 2007 на Wayback Machine, Ignatius Press, 2006
- Great Figures in Salvation History: David and Solomon, an interview with Cardinal Arinze and Roy Schoemann, Ignatius Press, 2006